# Османская Болгария
Османская Болгария — общее название территорий Османской империи, населённых преимущественно болгарами. Кроме того — период в истории Болгарии с конца XIV века до конца XIX века, когда отсутствовало независимое болгарское государство, а земли болгар находились под владычеством Османской империи; также называется художественно «турецкое рабство» или «османское иго».
С покорением Болгарии турками в 1393 году был ликвидирован самостоятельный Тырновский патриархат (признан на Лампсакийском Соборе 1235 года), который был подчинён Константинопольской патриархии. В 1766 году был ликвидирован турецкими властями Печский патриархат (в том числе в своей епархии многие болгарские земли), а в 1767 году была ликвидирована турецкими властями и Охридская архиепископия (иногда также считающаяся болгарской национальной Церковью). Обе Церкви становятся частью Константинопольского патриархата в связи с надвигающейся Русско-турецкой войной (1768—1774).

## Методология исторической оценки
Во второй половине XIX века и особенно после Крымской войны историческая литература требовала отрицательной оценки всего почти пятивекового периода османского владычества над болгарскими землями. В конце XX века эта оценка была окончательно пересмотрена как отрицательная лишь для периода Болгарского возрождения, начало которого было отмечено так называемым инцидентом в Эдирне.

## Завоевание
В конце XIV века Болгария была завоёвана Османской империей. Сначала она находилась в вассальной зависимости, а в 1396 году султан Баязид I аннексировал её после победы над крестоносцами в битве при Никополе.

## Территориальная и политико-религиозная администрация
Болгарские земли вошли в административный округ Румелия. «Румелией» (искажённое от Рима) турки обычно называли Византийскую империю, а затем свои владения на Балканах, за исключением Боснии.
В Османской империи население было разделено на религиозные общины «правоверных» и «неверных», объединённых в миллеты: мусульманский миллет и православный миллет (или греческий миллет). Православный миллет включал в себя различные народы, объединённые на основе религиозной принадлежности под верховенством греческой патриархии в Константинополе. Османские законы предписывали членам каждого миллета определённые права и обязанности. Естественно, османское государство стремилось всячески подчеркнуть примат ислама и мусульман на его территории. Наибольшими правами пользовались мусульмане. Члены других общин имели в основном обязанности (определённый цвет тюрбанов, линия оседлости, то есть проживание в определённом квартале-гетто, запрет на верховую езду, налог деньгами или детьми). Вместе с переходом в подчинение Константинопольской патриархии в болгарских землях появились и греческие церковные книги, славянская литургия частично осталась лишь в сёлах. Две независимые православные церкви — Печский патриархат и Охридская архиепископия — стали впоследствии жертвами фанариотов.
В это время была проведена частичная исламизация болгарского этноса, за счёт болгар, принявших ислам и перешедших в мусульманский миллет. Часть болгар православного вероисповедания остались верны Константинопольскому патриархату после восстановления Болгарской православной церкви. Это были так называемые «грекоманы». Тем не менее, большинство болгар сохранили родной язык, веру и традиции. Особенно положительную роль при этом сыграли болгарское духовенство и монастыри.

## Социально-экономическое положение
Неравноправное положение болгар в Османской империи поддерживалось различными способами, наиболее распространёнными среди которых являлись:
- исламизация — насильственная и добровольная;
- «Налог кровью» (девширме) — который до XVII века являлся основным способом комплектования янычарского корпуса;
- религиозная, политическая, экономическая и юридическая дискриминация.

Под влиянием Просвещения в XIX веке происходит процесс болгарского национального возрождения, характеризующийся социально-экономическим ростом, национальным единением и освобождением болгарского народа. Одновременно с этим под влиянием Великой французской революции в Османской империи возникает османизм, последователи которого заявляли необходимость равенства перед законом, всеобщей воинской повинности и обязательного государственного образования для всех подданных империи.

## Хронология

### Завоевание Болгарии
- 1341 — в июле по приказу регента Иоанна Кантакузина византийская армия начала готовиться к походу в Болгарию. Царь Иван-Александр направляется с войсками во Фракию с намерением действовать против Кантакузина.
- 1342 — летом Елена, жена короля Сербии Стефана Душана и сестра царя Ивана-Александра, посетили Тырново. Сербский король заключил союз с Иоанном Кантакузиным. В результате он максимально использовал гражданскую войну в Византии для завоевания большей части Юго-Западных Балкан и превратил Сербию в мощную империю.
- 1345 — битва у Периториона (рядом с современным Ксанти) между византийскими (Иоанн Кантакузин) и турецкими войсками Умура с одной стороны и войсками правителя независимой Родопии воеводы Момчила. Во время битвы Момчил погибает, а его войска разгромлены. Иоанн Кантакузин включает область Меропа в свои владения. Умур возвращается в Малую Азию в связи с нависшей венецианской угрозой Измиру[2].
- 1347 — при атаке на черноморские города Иоанн Кантакузин привлекает в качестве союзника Орхана I, правителя османского бейлика на северо-западе Малой Азии. Тот посылает своего сына Сулеймана с конным отрядом, чтобы помочь претенденту на византийский престол завоевать прибрежные города. Позже, отношения с османами регламентирует договор, скрепленный браком дочери императора Феодоры с Орханом I. В феврале того же года Иоанн Кантакузин торжественно въезжает в Константинополь и берёт власть над Византийской империей, а его османские союзники предпринимают постоянные набеги за добычей на болгарские земли. По свидетельству самого Иоанна Кантакузина они ежедневно режут «крестьян, женщин и детей» и возвращаются в Азию со «многими пленниками от болгар».
- 1349 — жестокая битва у Софии между турецким войском (20000 турецких всадников под руководством Сулеймана — старшего брата Мурада I) и болгарскими войсками под руководством князя Ивана Асена с многочисленным потерями с обеих сторон. Болгарам удалось отразить нападение турок, но в битве смертью храбрых погиб Иван Асен — третий сын Ивана Александра и его соправитель[3].
- 1350 — вероятный год антиеритического церковного собора в болгарской столице Тырново, на котором присутствовали царь Иван-Александр, всё высшее духовенство, члены боярского совета под председательством Патриарха Феодосия Тырновского. Собор осуждает взгляды и догмы богомилов и налагает суровые наказания на тех, кто не отрекается от своей веры. Тем же летом Сулейман проходит реку Марицу со своим войском и грабит болгарские территории во Фракии.
- 1351 — византийское посольство в Тырново с предложением союза против турок. Царь Иван-Александр имел основания подозревать, что грабительские набеги турок есть результат содействия Иоанна Кантакузина. Обвиненный, что содействует набегам своих союзников из-за невозможности выплатить им суммы предусмотренные договоренностями, Иоанн Кантакузин не только не пытается оправдаться, но и требует создания балканской коалиции против османов. Византийские послы предложили болгарским правителем в будущем союзе против османов, выделение средств на создание флота, который закроет туркам путь во Фракию. Царь Иван-Александр принимает идею, но позже не выполняет своего обещания из-за недоверия к предложению Кантакузина и, возможно, под влиянием Стефана Душана.
- 1352 — летом происходит сражение у крепости Димотика между войсками снова воюющих Иоанна Кантакузина и Иоанна V Палеолога. На стороне Иоанна V Палеолога участвуют сербские и болгарские отряды, а на стороне Иоанна Кантакузина османские дружины Сулеймана, которые и решили исход сражения в его пользу. Осенью, направленные от Иоанна Кантакузина в поддержку своего сына Матфея османские войска под предводительством Сулеймана занимают крепость Цимпе (европейский берег Дарданелл) — начинается османское завоевание Балкан[2]. По словам самого Кантакузина, он предложил туркам выкуп 10000 перперов, который они не приняли, потому что крепость обеспечивала им беспрепятственную переправу войск от берегов Малой Азии на Балканы.
- 1352—1354 — расширение турецких владений во Фракии.
- 1354 — 2 марта турки захватывают большую прибрежную крепость Галлиполи, охраняющую самую узкую часть пролива, который отделяет Азию и Европу. Сильное землетрясение заставило жителей и охрану крепости выйти за пределы крепостных стен. Сулейман и его отряд, который оказался поблизости, вошли в крепость и отказались вернуть её византийцам. Контроль над Дарданеллами оказывается в руках Османской империи. Наличие постоянной базы постепенно превращает османские набеги за добычей в войну за контроль над Балканским полуостровом[2].
- 1355 — в битве с турками[англ.] недалеко от Софии убит Михаил Асен, старший сын Ивана-Александра.
- 1355 — Болгария и Византия заключают военный союз[2].
- 1356 — Иван Шишман (один из сыновей Иван-Александра) коронуется в Тырново как соправитель своего отца. Правителем Видинского царства становится Иван Срацимир (другой сын Иван-Александра). С этого момента Видинское царство, фактически, независимое государство.
- 1360 — Второй антиеритический собор в Тырново под председательством Патриарха Феодосия Тырновского и в присутствии царя Ивана-Александра. Собор направлен против сторонников византийского философа Варлаама, который является главным противником учения исихастов. Ваарламиты были осуждены, отлучены от церкви и изгнаны с территории Болгарии. Собор приговорил к смертной казни и жидовствующих последователей и распространителей иудаизма. Один из их лидеров был убит разъяренной толпой камнями. Византийский патриарх Каллист I послал в Тырново «Ответ на доклад тырновских монахов», в котором обвинил болгарский патриархат в антиканонических действиях. Болгарская церковь оставляет без ответа обвинения, показывая свою независимость.
- 1360—1372 — Мурад I завоёвывает большую часть Фракии и крупные города (Адрианополь (1362) Димотика, Пловдив (1364), Боруй (1372) и т. д.). Мурад I переводит османскую столицу из Бурсы в Адрианополь.
- 1364 — последняя болгаро-византийская война за прибрежные города. Император Иоанн V Палеолог неожиданно захватил Анхиал (Поморие) и осадил Месемврию (Несебыр). Болгарский царь послал против него войска, в состав которых входили и османские наемники. Византийцы были вынуждены отступить[2].
- 1365 — 2 июня венгерский король Лайош I Великий захватил Видин. Царь Иван Срацимир и его семья были заключены в тюрьму в крепости Хумник (Босилево, Хорватия) в качестве пленников, где они приняли католичество. Видинское царство было ликвидировано, а на его землях был образован венгерский банат[2]. С помощью монахов-францисканцев венгры начали обращать болгар в римско-католическую веру. Это насилие становится личной драмой для 200 000 болгар, то есть около одной трети жителей Видинского царства.
- 1366 — Император Иоанн IV Палеолог отправляется в Будапешт, чтобы договориться с Лайошом I о союзе, но не имеет успеха, так как отказывается от предложения венгерского монарха перейти в католичество. На обратном пути царь Иван-Александр отказывается пропустить его через болгарские земли (захватывает в плен-???). В конфликт вмешивается двоюродный брат византийского императора Амадей VI Савойский. Со своим флотом и с небольшой армией из 1500—1800 человек он вначале отбил у османов полуостров Галлиополи, а затем высаживается на болгарском побережье и захватывает Ахтопол, Созопол, Скифиду, Анхиалу и Месембрию и 25 октября осаждает Варну. После продолжительной осады граф начинает переговоры с царём Иван-Александром и деспотом Добротицей и захватывает ещё две крепости — Емона и Козяк. В результате переговоров занятые города переходят от Болгарии под управление сына византийского императора Андроника Палеолога, Иоанн V Палеолог получает право вернуться в Константинополь, беря обязательства быть посредником между болгарским царём и валашским воеводой Владиславом (Влайку). Так, он уговорил валашского воеводу за 180.000 флоринов от болгарского царя освободить Видин от венгров.
- 1367 — турки вновь захватывают Галлиополи.
- 1369 — осенью благодаря усилиям Владислава (Влайку) и добрудженского деспота Добротицы венгерский король отступает из Видина, освобождает город и выпускает Ивана Срацимира. Однако, Видинское царство становится вассалом Венгрии. За услуги в освобождении Видинского царства Ива-Александр передаёт Добротице три прибрежных города, в том числе и Варну. Добруджанский деспотат становится полностью независимым от Тырновского царства.
- 1371 — 26 сентября правители Македонии Вукашин и Углеша были разбиты османами в битве на Марице; Западная Фракия и Македония становятся османскими владениями.
- 1371 — смерть болгарского царя Ивана-Александра. Единоличным правителем Тырновского царства становится его сын Иван Шишман.
- 1371 — Иван Срацимир отбирает у своего брата и удерживает до 1373 года Софию. В это время он подчиняет её церковь Константинопольскому патриарху, а не Тырновской патриархии. Добротица в Добруджанском деспотате делает то же самое.
- 1373 — Иван Шишман стал вассалом турецкого султана и выдал за него замуж свою сестру Керу Тамару.
- 1377 — 21 сентября царь Иван Шишман вручил дарственную грамоту монахам Рилского монастыря в которой подтверждены границы монастырских владений и полная собственность монастырской общины на двадцать деревень и их жителей, определенная его предшественниками. Новым моментом в этом документе было предоставление торговых привилегий монахам. В документе прямо говорится, что он выдан в Средец (София), где «люди монастыря встретились с болгарским правителем». Присутствие царя в Софии было связано с намерением укрепить защиту города перед ожидаемым нападением осман.
- 1381 — известия о торговле рабами из Болгарии на острове Крит. Покупка и продажа отражаются в нотариальной книге венецианского нотариуса Антонио Брешияно на острове Крит. В ней перечислены имена рабов, их семьи, этническое происхождение, и поселения, в которых они жили в Болгарии. Болгарские рабы на острове Крит — мужчины и женщины из разных деревень в различных областях болгарских земель — Тырново, Вода, Кастория, София, Мельник, Прилеп, Варна, Преспа и другие. Очевидно, что это следствие разрушительных набегов османских войск в болгарские земли.
- 1382 — осаждена и завоевана турками важная стратегическая крепость Средец (София) на Via Militaris.
- 1384—1386 — против Тырновского царства в союзе с Добротицой и Иваном Срацимиром выступил валашский воевода Дан I, погибший в этой войне.
- 1386 — османы продолжают наступление в сторону Белграда и овладевают Нишом и Пиротом и доходят до границ сербского государства на реке Морава. Иван Шишман присоединяется к союзу Сербии и Боснии против османов, но уже не может оказать им существенной помощи.
- 1387 — пали Салоники, но в 1402 году они были освобождены византийскими войсками и вновь включены в состав Византийской империи.
- 1388 — в наказание за союз с Сербией 30-тысячная турецкая армия вторгается в Болгарию. Пали Шумен, Мадара, Свиштов и Овеч (Провадия). Турки овладевают Силистрой и окружающими землями, а также некоторыми землями добродужского деспота Иванко (хотя и не могут взять Варну). Валашский воевода Мирчо Старый и добруджский деспот Иванко становятся османскими вассалами. Иван Срацимир также из венгерского вассала становится османским вассалом. Иван Шишман сохраняет под своей властью только столицу Тырново с окрестностями, Никополь и несколько дунайских крепостей. Добруджское княжество сохранило лишь часть земель со столицей Калиакрой и крепость Варну. В том же году турки убивают Ивана Асена V.
- 1389 — османами завоёвана Варна.
- 1389 — 28 июня произошла битва на Косовском поле во время которой погибли князь Лазарь и турецкий султан Мурад I. После битвы Сербия признала себя вассалом Османской империи.
- 1390 — поход валашского воеводы Мирчо Старого на земли южнее Дуная. Со своим войском он прошёл Добруджу и дошёл до Карнобата во Фракии.
- 1393 — Иван Шишман начал переговоры с венгерским королём Сигизмундом о союзе против турок. Узнав об этом османское войско вторгается в Болгарию. 17 июля пало Тырново — столица главного болгарского царства — Тырновского. Часть тырновских жителей была убита, часть переселена в Малую Азию; патриарх Евфимий был заточён в Бачковский монастырь. Никопольская крепость, в которой находился царь Иван Шишман также была захвачена, сам он был пленён, лишён царского титула, но оставлен править в Никополе. Этот год традиционно считается концом Тырновского царства.
- 1394 — битва при Ровине между войсками Мирча Старого и Баязидом. Мирчо победил, но позже (в 1415 году) был вынужден признать себя вассалом султана Мехмеда I. В мае 1395 года турки поставили своего ставленника Влада (сына Дана I) на место Мирча, который сбежал в Брашов. Неопределенность с результатами сражения в Ровине связана с различным описанием битвы в источниках («Болгарские анонимные хроники», Халкондил, Урудж и т. д.), христианские утверждают, что победа была за Мирчо, а османские источники утверждают обратное.
- 1395 — османы ликвидируют Добруджанский деспотат. Разгром войск Иоанна Шишмана в битве у Самокова. Ивана Шишмана убивают по приказу султана.
- 1396 — пал Видин, столица меньшего Болгарского царства, Иван Срацимир был взят в плен и задушен в тюрьме в городе Бурса. Этот год традиционно считается годом падения Видинского царства. Однако под вассальной зависимостью Видин просуществовал до 1422 года.
- 1396 — битва при Никополе, состоявшаяся 25 сентября, завершила собой крестовый поход против османов. Объединённые войска Франции, Англии, Шотландии, Венгрии, Священной Римской империи, Польши, Швейцарии, Венеции, Генуи, Валахии, Болгарии и Ордена рыцарей Святого Иоанна потерпели сокрушительное поражение. Это был последний удар по Второму Болгарскому царству и европейским надеждам защитить от турок Константинополь. Зимой того же года при поддержке венгров Мирчо снова вошёл в Валахию, и на этот раз удалось пленить Влада и вернуть себе трон с помощью короля Сигизмунда, участника антиосманской коалиции. Хотя ему и удалось вернуть себе трон валахского воеводы, вероятно, он был вынужден вновь признать себя вассалом османского султана.

### Вассальная зависимость
- 1399 — Несебырская анонимная хроника описывает завоевание 2 февраля Варны татарами. Мирча Старый пленил молдавского правителя Юга в его место поставил Александра Доброго.
- 1402 — Ангорская битва, в которой войска Тимура разгромили турок и захватили в плен османского султана Баязида I. Тяжелое поражение турок привело к распаду Османской империи, но балканские страны оказались не в состоянии воспользоваться открывшейся возможностью, чтобы освободиться от османского владычества.
- 1404 — вторжение войск антитурецкой коалиции под командованием венгерского короля Сигизмунда в видинскую область. В составе войска находится Константин, сын Ивана Срацимира.
- 1408 — видинский правитель Константин II Асен помогает Фружин Шишману в попытке отвоевать Тырново от османцев — так называемое Восстание Константина и Фружина. Восстание подавляет Сулейман Челоби.
- 1411 — турки свергают валашского воеводу Мирчо Старого и подчиняют себе всю Добруджу.
- 1413 — во время войны братьев Сулеймана и Мусы Челеби боевые действия проходят в окрестностях Видина. Зверства войск Мусы, прозванного головорезом, вынуждают болгар поддержать его брата, Сулеймана, в результате чего Муса разгромлен. Султан Мехмед I заключает мирный договор с Константином II и другими христианскими балканскими правителями.
- 1417 — подавлено восстание шейха Бедреддина Симави в северо-восточной Болгарии; поход в Валахию султана Мехмеда I. Между 1415—1418 годами Мирчо снова принимает османский вассалитет и окончательно укрепляет политическую роль Валахии на европейском юго-востоке.
- 1422 — весенний поход Фируз—бея в Валахию. Константин II Асен окончательно изгнан и умер 17 сентября в Белграде.
- 1425 —  Пиппо Спано и Фружин потеряли Видин. Конец Видинского царства.

### Болгария в составе Османской империи
- 1430 — образован османский санджак на землях видинского царства. Византийская империя окончательно потеряла Салоники.
- 1439 — султан Мурад II завоевал Смедерево, воевода Георгий бежал в Венгрию. В крепости захвачены и ослеплены сыновья воеводы — Григорий и Стефан.
- 1443 — Крестовый поход против турок короля Владислава III Ягайлло и Яноша Хуньяди. Фружин Шишман участвует в боевых действиях. Войска дважды разбивают войско Мурада II, занимают Софию и балканские перевалы, но суровая зима затрудняет ведение войны, и крестоносцы отступили.
- 1444 — Второй крестовый поход против османов короля Владислава III Ягайлло и Яноша Хуняди. Фружин Шишман снова участвует в боевых действиях. Войска освобождают всю северную Болгарию и достигают Варны, но терпят поражение в битве при Варне. В ней погибает Владислав III и, вероятно, Фружин Шишман.
- 1453 — падение Константинополя. Конец Византийской империи. В этом же году последний болгарский город на Чёрном море — Несебыр, находившийся под властью Византии, попадает в руки турок.
- XV век — начало гайдучества — партизанской войны против завоевателей.
- 1454 — Мехмед II пленил Радича, болгарского воеводу в Софии.
- 1454 — Битва при Крушевце. Многие турки, в том числе сам Фриуз-бей и некоторые его паши были взяты в плен и доставлены ко двору Моравского деспота в качестве заложников. Битва позволяет Хуняди и христианских войскам начать новое наступление против турок, разорить Ниш и Пирот и сжечь Видин. Николай Скобалджич продолжает борьбу против Османской империи, действуя на территории нынешней южной Сербии в области Лесковац и выигрывает несколько важных сражений против армии султана.
- 1454 — Битва при Лесковце. Напечатан общеевропейский «Призыв к христианам к борьбе против турок».
- 1459 — падение Смедеревского деспотства управляемого членами династии Бранковичей.
- 1462 — влашский воевода Влад III Дракула вторгся в видинские земли, а затем продолжил поход по направлению к Чёрному морю. Более 50 000 турок и болгар-мусульман посажены на кол. Но многие христиане переселились в Валахию.
- 1469 — по указу султана мощи покровителя болгар и первого болгарского святого Ивана Рильского перенесены из Тырново в Рильский монастырь.
- XVI—XVII века — различные формы сопротивления: прежде всего гайдучество.
- 1521—1522 — 29 августа пала Белградская крепость, в сентябре того же года и в следующем 1522 году болгары из белградских земель были депортированы в Константинополь и Восточную Фракию.
- 1569 — Яков Крайков из Софии и Йероним Загурович из Катаро издают в Венеции Псалтырь на 274 листах, а на следующий год — молитвенник, содержащий 281 листа. Через две года Яков Крайков издаёт свою последнюю и четвёртую книгу — «Различни потреби», которая содержит 128 листа.
- 1598 — Первое тырновское восстание.
- 1601 — опубликовано первое издание «Славянского царства», написанное бенедиктским монахом хорватского происхождения Мавро Орбини.
- 1643 — доктор богословия и канонического права Пётр Парчевич[укр.] вернулся в Болгарию после поездки в которой посвятил свои усилия организации антитурецкой коалиции католических стран. С этой целью, с благословения Папы Римского, он предпринял несколько дипломатических миссий в Австрию, Венгрию, Польшу, Венецию, Валахию, Молдавию и даже посетил Богдана Хмельницкого на Украине. За свой вклад в защиту христианства он был удостоен баронского титула от императора Священной Римской империи.
- 1645 — вспыхнувшая турецко-венецианская война вызвала волнения на Балканах. Организатором заговора стал валашский правитель Матей Басараб. Планировалось привлечь польского короля Владислава IV, который, в связи с одержанной над султаном Османом II победой в Хотине, пользовался большой популярностью. Послом к нему был назначен Петр Парчевич, который хорошо владел греческим, латинским, итальянским, румынским и армянским языками. Владислав IV принял посланника очень сердечно. Парчевич вернулся на родину с портретом царя в полном вооружении, с красным бархатным флагом и множеством подарков. Владислав действительно начал готовиться к войне, но преждевременная его смерть в 1648 году сорвала надежды болгар.
- 1645 — Архиепископ Деодат, один из главных заговорщиков, едва сдерживал спешку, с которой другие зачинщики хотели объявить о начале восстания. 18 декабря руководители восстания вновь встретились с Деодатом у князя Матея Басараба в Тырговиште (город, Румыния) и повторно отправляют Парцевича в Польшу и к императору в Венецию. «Болгарский лев, — писали они в своих письмах, — хоть и плох, но всё ещё жив» и советовали не пропускать благоприятного момента для совместной атаки против Порты и восстановления славянского царства. Парцевич везде было принято сочувственно, особенно венецианцами, которые в любом случае из-за войны с Турцией думали о создании союза. Но состояние европейских держав после тридцатилетней войны было таково, что союз не мог быть осуществлён.
- 1665 — заключение тайного соглашения между многими видными болгарами, сербами, албанцами и греками. Парцевич вновь отправился к императору Фердинанду III, а Патриарх Сербский Гавриил — в Москву. Но на этот раз дело получило плохой поворот. Парцевич покидает Запад и был возведён в сан марцианопольского архиепископа.
- 1667 — Петр Богдан пишет на латыни первую «Историю Болгарии». До своей смерти в 1674 году, однако, он не имеет достаточно средств и работа не опубликована.
- 1673 — будучи в преклонном возрасте и больным Парчевич предпринимает новое путешествие с целью освобождения Болгарии. Снабженный письмами от молдавского князя Стефана Петричейку, старого чипровского архиепископа Деодота и от других знатных лиц, от имени народов Болгарии, Сербии, Фракии и Македонии он посещает Польшу, Вену, Венецию и Рим. Парцевич с юношеским энтузиазмом настаивает, чтобы западные христиане выделили деньги и войска Польше для перехода Дуная, восстановления Болгарии и подрыва мощи Порты. Парцевич признан самым великим болгарином XVII века.
- 1686 — Второе тырновское восстание.
- 1688 — Чипровское восстание.
- 1689 — восстание Карпоша.

### Болгарское национальное возрождение
- 1703 — Эдирнский индицент, начало Болгарского национального возрождения.
- 1716—1719 — австро-турецкая война перемещает болгарских католиков в Габсбургскую империю. Георгий Пеячевич, один из лидеров Чипровского восстания, предлагает австрийскому императору план нового болгарского вооружённого восстания. В это время он поднял бунт «мастеров Георгии, Филимона и Димитра» в видинских землях.
- 1737 — вспыхнуло восстание в Западной Болгарии, где австрийцы завоевали Ниш во время австро-русской войны против Османской империи (1735—1739). После их вывода, однако, восстание было быстро подавлено с обычной турецкой жестокостью, что привело к массовому вступлению в христианские армии болгарских эмигрантов. Один из русских полков в этой войне был полностью составлен из болгар, сербов и греков.
- 1741 — Христофор Жефарович издаёт в Вене «Стематографию», иллюстрированную гравюрами и графикой. Издание содержит 20 изображений болгарских и сербских правителей и святых, 56 гербов славянских и других балканских стран, с пояснительными четверостишиями под ними — первый пример современной светской болгарской и сербской поэзии.
- 1768—1774 — русско-турецкая война. Русские войска перешли Дунай и привели ряд сражений достигнув Шумена. 20 июля 1774 года генерал Суворов нанёс турецкой армии тяжёлое поражение у села Козлуджа (ныне Суворово). При подписании Кючук-Кайнаджирского мирного договора Россия получила не только территориальные приобретения, но и право покровительствовать православным христианам на Балканах. С этого времени в России наиважнейшее значение приобретает Восточный вопрос. Болгария участвовала в войне добровольческими отрядами. Во время войны в западной Болгарии вспыхивает восстание. Для неё война имела тяжелые последствия. Именно после неё началось особенное турецкое разбойничество — курджалийство, продолжившиеся и в начале XIX века.
- XIX век — развитие национального образования и культуры: Пётр Берон, Васил Априлов, Неофит Рилски, Найден Геров, Петко Рачов Славейков, братья Миладиновы.
- Начало XIX века — Первое сербское восстание, в котором болгары принимают значительное участие; восстание в восточной Сербии — по Великой Мораве и в Тимошко носит полностью болгарский характер.
- 1804 — два богатых купца (Иван Замбин и Атанас Некович) отправляются в Санкт-Петербург, где ищут встречи с русскими высокопоставленными лицами для предоставления желаемой помощи. Их миссия не увенчалась успехом.
- 1806—1812 — во время русско-турецкой войны (1806—1812) русские командиры принимают энергичные меры, чтобы привлечь большое количество добровольцев из болгарского населения. Из переселившихся в южнорусские степи болгар формируют четыре добровольческих отряда. От находящихся в Болгарии учителей и священников узнают сведения о количестве и местонахождении турецких войск. В начале 1810 года русские войска занимают Силистру, Никополь и Русу и двигаются на юг, достигая области Предбалканья. Это приводит к восстанию болгар во многих областях. В области Габрово и Казанлык собираются несколько тысяч повстанцев. Осенью 1810 года повстанческие отряды останавливают турецкую армию на Шипкинском перевале. Весной 1811 года началось формирование самостоятельной болгарской части в русской армии, известной как Болгарское земское войско. За короткое время она включает в себя около 2500 человек. Болгарское земское войско приняло участие во многих боях и завоевало признание генерала Кутузова. Война заканчивается перед вторжением Наполеона в Россию. Бухарестский мирный договор (1812) ничего не дает болгарам и десятки тысяч гражданских лиц уходят вместе с русской армией.
- 1814 — в Одессе греческие патриоты создают тайную организацию «Филики Этерия» (Общество друзей), которая ставит себе целью массовое восстание в Греции, Сербии и Болгарии.
- 1828—1829 — русско-турецкая война. Как и в предыдущей войне, болгары проживающие в стране и эмигранты помогают русским войскам. Ещё при вступлении русских войск в Валахию Георгий Мамарчев формирует добровольный отряд из 270 человек, участвующий в захвате Силистрии. После взятия Адрианополя генералом Дибичем вблизи Лозенграда и Люлебургаза болгары поднимают массовое восстание. Адрианопольский мирный договор (1829), однако, приносит свободу Греции и дает автономию Сербии, Валахии и Молдавии, но опять ничего не упоминает о болгарах. Следует вывод русских войск на север, с ними покидают родные места 150 000 болгар.
- 1835—1841 — восстания в северо-западной Болгарии.
- 1835 — Велчов заговор
- 1836 — Манчовская буна
- 1841 — Нишское восстание
- 1841—1843 — Беспорядки в Браилове
- 1850 — Видинское восстание и Томос об автокефалии Церкви Греции
- 1851 — Габор Егреши издаёт свой дневник о проживании в Видине и Болгарии. Из дневника: «Недавно турецкий хулиган выстрелил среди белого дня в одного болгарского попа. Наказания назначили проживание два года в другом городе. Больше ничего. Часто можно увидеть, как турецкий ребёнок избивает палками болгарского крестьянина, а тот не смеет и защититься. Один болгарин, житель Видина, был арестован и приговорён к смерти за то, что начал строить дом с каменной кладкой. Он был обвинён в том, что строил крепость … как будто какой-то злой колдун перенёс меня из блестящих залов Парижа в центр Африки и на целое тысячелетие назад, в первобытное общество … И сегодня турки живут так, как во времена Мухаммеда».
- 1853—1856 — Крымская война. Решение болгарского политического вопроса вновь отложено, но война сыграла исключительную роль в возрождении болгарского общества.
- 1856 — восстание в Тырново Капитан дядо Николово, Димитракиевская буна в северо-западной Болгарии.
- 1860—1878 — организованное национально-освободительное революционное движение; Георги Раковский основывает Тайный центральный болгарский комитет и Болгарские легии в Белграде; Хаджиставрева буна; Любен Каравелов, Христо Ботев и Васил Левский учреждают Болгарский революционный центральный комитет; Старозагорское восстание и Апрельское восстание, организованные Стефаном Стамболовым, Иларионом Драгостиновым, Стояном Заимовым, Георги Бенковски, Панайотом Воловым, Тодором Каблешковым, Захарием Стояновым и другими.
- 1862—1867 — болгарские легии в Белграде захватывают Калемегдан.
- 1876 — Апрельское восстание
- 1876—1877 — Константинопольская конференция.
- 1877 — Лондонский протокол (1877).
- 1877—1878 — русско-турецкая освободительная война.

### Болгарское княжество
- 19 февраля (3 марта) 1878 года — Сан-Стефанский мир. Образовано Княжество Болгария, формально вассальное от Османской империи. Восстановлена болгарская государственность.
- 1878—1879 — Кресненско-Разложское восстание.
- 1879 — принята Тырновская конституция.
- 1885 — Восточная Румелия фактически переходит под контроль Болгарского княжества.
- 1903 — Илинденское восстание. События в Салониках.
- 1908 — провозглашена независимость Болгарского княжества от Османской империи. Провозглашение Болгарского царства.